# Archivy teroru

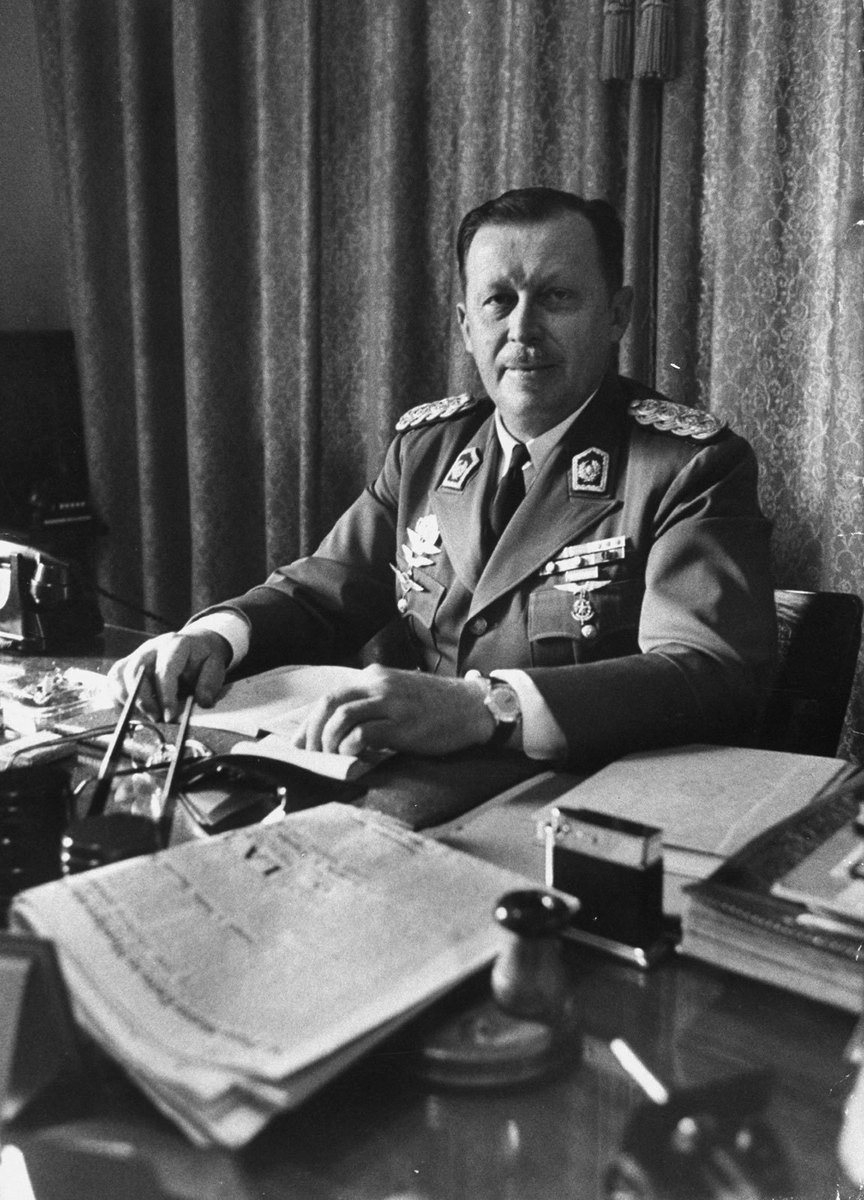
Diktátor Paraguaye Alfredo Stroessner, který se podílel na vraždění opozice

Archivy teroru (Archivos del Terror) byly nalezeny 22. prosince 1992 právníkem a aktivistou za lidská práva Josém Agustínem Fernádezem na policejní stanici na předměstí hlavního města Paraguaye Asunción. Fernández hledal dokumenty týkající se jeho věznění a smrti své ženy. Namísto toho nalezl archivy dokumentující případy tisíců latinských Američanů, kteří byli tajně uneseni, mučeni a zabiti tajnými službami různých států: Argentiny, Bolívie, Brazílie, Chile, Paraguaye a Uruguaye za podpory CIA. Tato operace je známá jako Operace Kondor.
Archivy teroru obsahují seznam padesáti tisíc zavražděných lidí, třicet tisíc případů nuceného zmizení a 400 tisíc uvězněných lidí. Archivy také uvádějí, že různými způsoby spolupracovaly i vlády jiných zemí, jmenovitě Kolumbie, Peru či Venezuela, kupříkladu poskytnutím zpravodajských informací vyžádaných tajnými službami. Některé země za využití informací z archivů teroru zahájily trestní stíhání bývalých armádních důstojníků.